# チムジルバン

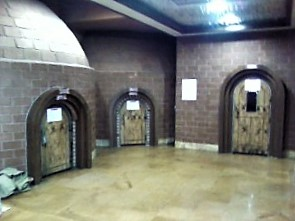
チムジルバン

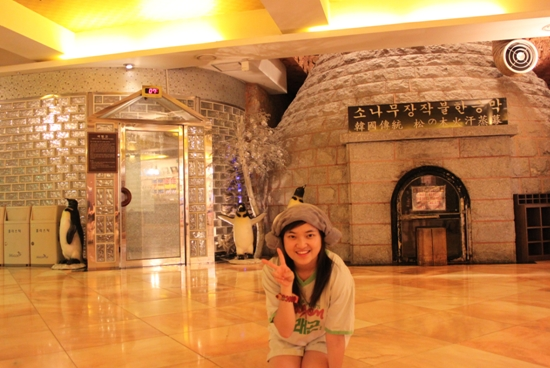
チムジルバン内の女性

チムジルバン（찜질방）とは、韓国で近年、都市部を中心に急増している、50 - 90℃程度の低温サウナを主体とした健康ランドの一種。ほとんどの施設で24時間営業となっており、日本のカプセルホテルのような低価の宿泊施設の機能をも持っている。
日本では近年、岩盤浴の一種として取り入れられている。

## 概要
多くの場合、テナントビルの2 - 3フロアに入店している。2フロアの場合、上のフロア（または下のフロア）にフロントと男女別のロッカー室、浴室があり、下のフロア（または上のフロア）には木炭サウナ（壁一面に木炭が貼り付けてある）、黄土サウナ（壁に黄土が塗ってある）、麦飯石サウナなど、施設ごとに趣向を凝らしたサウナの部屋が数部屋と、テレビのある大広間、食堂、売店、マッサージ機、仮眠室、PC室、トレーニング室、キッズルームなどがある。
このフロアはほとんどの施設で男女兼用となっており、ここに入るには「ガウン」と呼ばれる、施設ごとに指定されたレンタルのTシャツとハーフパンツを着用する。サウナにもこれを着用したまま入り、ござなどが敷き詰められた床に寝そべったり、本を読んだりゲームをしたりして楽しむ。20℃程度の冷房の効いた部屋もあり、汗をかいた後にここで体を冷ますようになっている。
多くの場合、ロッカーキーが館内専用の非接触式の電子マネーの役割も兼ねており、多くの場合はチャージ式（現金専用）となっており、館内の店舗はロッカーキーの電子マネーのみ利用可能となっている。
3フロアの場合には真ん中のフロアにフロントとサウナなどのスペースがあり、その上と下のフロアにそれぞれ男性用、女性用のロッカー室、浴室があって、客はフロントからまず階段でロッカー室に行った後、別の階段でサウナなどのスペースに行くようになっている。
浴室の中にもサウナがあり、また高温の風呂、普通の温度の風呂、水風呂、海水風呂、ヨモギ風呂、ジェットバスなどの風呂があって、銭湯代わりに利用することもできる。
また、アメリカにもカリフォルニア州を中心に展開されており、多くの場合は在米コリアンが主な顧客となっている。また、利用可能な通貨が米ドルとなっている。